# Aaron Levie
Aaron Levie, né le 27 décembre 1984 à Boulder, dans le Colorado, est un entrepreneur américain. Il est cofondateur et président de BOX, logiciel permettant de stocker des documents en ligne sur le cloud.

## Biographie

### Formation
Levie fréquente l'Université de Californie du Sud (Berkeley) avant d’abandonner en 2005 pour créer sa société.

### Silicon Valley
En 2005 Aaron Levie cofonde avec trois amis Box, l’une des premières entreprises à lancer un partage sécurisé des documents « dans le nuage » – le cloud. La société prend rapidement de l'ampleur et compte 250 employés en 2011. En 2014, le nombre de salariés est passé à 1 130. Près de 99 % des entreprises du classement Fortune 500 utilisent ce logiciel qui revendique 244 000 clients dans le monde,.

## Reconnaissance
Aaron Levie a été élu entrepreneur de l'année en 2013 par le magazine Inc.